# Teatro turco
Il teatro turco si iscrive nell'antica tradizione dello spettacolo in Turchia, le cui origini possono essere fatte risalire alle danze e ai riti religiosi in onore degli dei.
Le forme di spettacolo più diffuse in Turchia, fino al XIX secolo erano generi di intrattenimento popolare, come i meddah (cantastorie), il teatro d'ombre karagöz e l'ortaoyunu, un teatro popolare improvvisato, per molti versi vicino alla commedia dell'arte.
Il teatro basato su testi scritti entra a far parte della cultura turca solo verso la fine dell'Impero ottomano.

## Spettacolo tradizionale

### Meddah

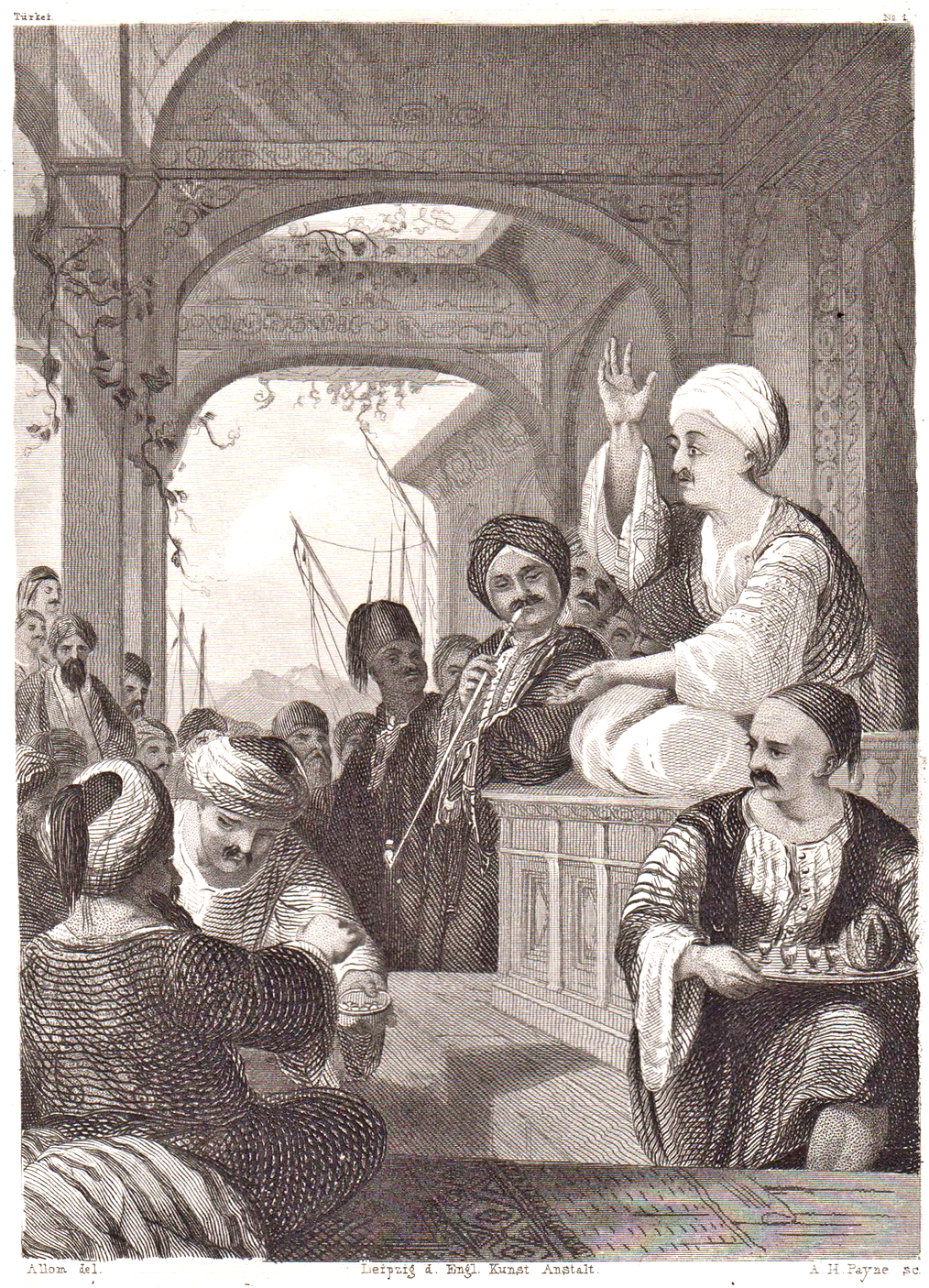
Un meddah si esibisce in un caffè

Meddah è un'antica forma di spettacolo tradizionale turca. I meddah erano cantastorie che generalmente si esibivano davanti al pubblico nei caffè. Erano artisti professionisti che viaggiavano da una città all'altra, e la loro arte era basata soprattutto sulla mimica e sul controllo della voce. L'artista presentava una storia, spesso tratta dalla realtà quotidiana, ed interpretava tutti i personaggi, imitando voci, dialetti ed usando pochi oggetti simbolici per segnalare i cambi di scena e di ruolo.
L'arte dei meddah è stata inclusa nel 2003 fra i capolavori del patrimonio orale e immateriale dell'umanità riconosciuti dall'UNESCO.

### Karagöz

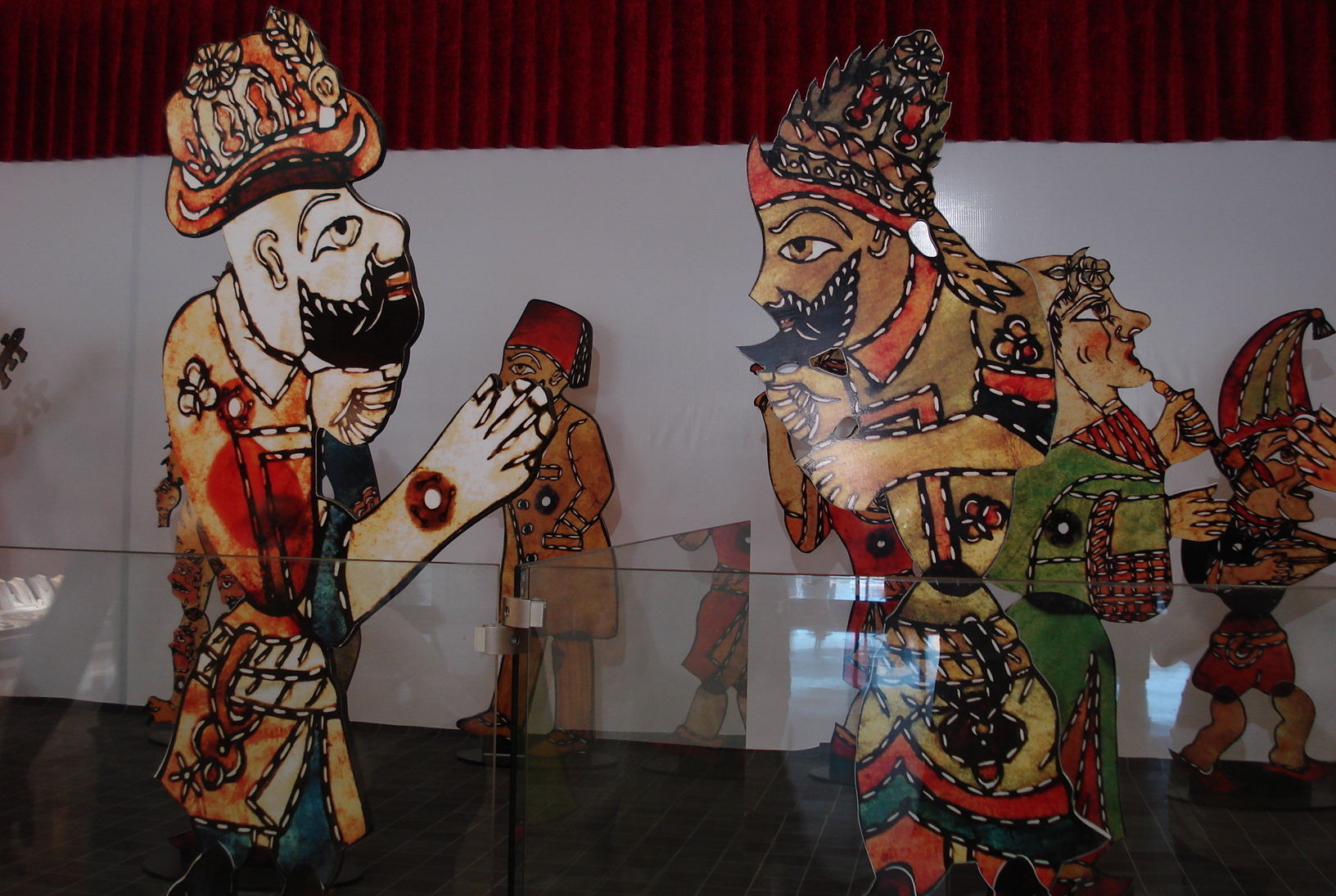
Figurine di Karagöz e Hacivat

Karagöz ("occhio nero" in lingua turca) è il personaggio principale - insieme ad Hacivat (o Hacivad) - del teatro d'ombre turco tradizionale, divenuto popolare sotto l'impero ottomano. Il tema centrale delle commedie sono i contrasti fra i due personaggi principali: Karagöz rappresenta l'uomo del popolo, illetterato e diretto, mentre Hacivat appartiene alla classe istruita, e si esprime in un linguaggio letterario.
Le figure usate nel teatro Karagöz, sono realizzate in pelle animale trattata fino a diventare semi-trasparente. Le varie parti della figura sono ritagliate separatamente e dipinte con colori translucidi, quindi unite da giunti che ne permettono l'articolazione.
Le figure, controllate da bacchette, vengono accostate ad uno schermo di tessuto semitrasparante, illuminato posteriormente da una lampada ad olio. Il pubblico, sistemato davanti allo schermo, vede le ombre proiettate su di esso e non vede l'animatore che aziona le bacchette.

### Ortaoyunu
L'ortaoyunu fu la prima forma di teatro con più attori in scena, risalente al XIII secolo. Questa forma di teatro ha molti caratteri in comune con la Commedia dell'Arte italiana, un genere teatrale col quale i turchi che commerciavano con Genova e Venezia certamente vennero in contatto. Si trattava di un teatro improvvisato, con due personaggi principali fissi, Kavuklu e Pişekâr, il primo un popolano ignorante, e il secondo un uomo semi-istruito, abile ed astuto, oltre ad un gran numero di altri personaggi standardizzati come quelli della Commedia dell'Arte. Introdotti e conclusi da danze, gli spettacoli ortaoyunu si svolgevano in arene circolari, gli spettacoli non avevano testi scritti. I sultani Ottomani finanziavano le compagnie di attori ortaoyunu, che divennero ben accette ovunque, anche presso i principati romeni sotto l'Impero ottomano. Soltanto dopo le riforme del 1839, tendenti alla occidentalizzazione, furono messi per iscritto molti testi, dando origine alla tradizione del teatro Tuluât.

## Teatro moderno

### Nascita del teatro turco moderno fra Otto e Novecento
Con il periodo delle riforme dell'impero ottomano, detto Tanzimat (dall'arabo Tanzîmât,  "riorganizzazione") (1839–1876), la letteratura drammatica comincia a fare la sua comparsa in Turchia. Dapprima limitata a traduzioni di autori stranieri, il nuovo genere vide la comparsa dei primi testi originali. La nascita del teatro turco moderno è generalmente fatta risalire alla commedia in un atto Şair Evlenmesi (1860) di İbrahim Şinasi (1826-1871), scrittore protagonista di un movimento letterario di ispirazione occidentale..
Nel 1870 fu fondato il Teatro Guédik Pacha, primo teatro ottomano, con una compagnia di attori di buon livello diretti da Güllü Agop (1840-1902), che proponeva in repertorio autori come Goldoni e Molière, Hugo e Dumas, e, soprattutto dopo il 1875, commedie musicali.
Fra le personalità che diedero un importante contributo alla nascita del teatro turco fu Ahmet Vefik Paşa (1823-1891), governatore generale delle province sud-occidentali e uomo di lettere, traduttore di Molière e fondatore di un teatro a Bursa, attivo fino al 1882. Il Teatro di Bursa servì da modello ad iniziative simili, come quella di Ziya Paşa (1825-1880), governatore di Adana, che volle anch'egli costruire un teatro nella sua città e fece venire una compagnia da Istanbul per dar vita ad un ciclo di rappresentazioni regolari (1880).
Importanti personalità del mondo teatrale si recarono in tournée in Turchia fra la fine dell'Ottocento e gli inizi: Sarah Bernhardt fu sulle scene di Istanbul nel 1881 e nel 1888, Adelaide Ristori nel 1902, Réjane nel 1905, Suzanne Desprès col Théâtre de L'Oeuvre nel 1906 e ancora nel 1908. I drammaturghi dell'epoca furono fortemente influenzati da queste presenze significative, che introdussero in Turchia l'opera di autori classici come Shakespeare, ma anche moderni come Dumas, Scribe prima, e in seguito Maeterlinck ed Ibsen.
In questo periodo, tuttavia, si scontrarono due diverse visioni dello sviluppo del teatro turco moderno: da un lato, l'imitazione delle forme di teatro occidentali era fortemente criticata, e figure importanti come il drammaturgo e critico teatrale Teodor Kasap (1835-1905) auspicavano la creazione di un teatro turco basato sulle forme tradizionali; sul fronte opposto, scrittori nazionalisti come Namik Kemal (1840-1888) consideravano le forme tradizionali di teatro superate e primitive, e guardavano alla tradizione teatrale occidentale come ad una fonte di ispirazione che avrebbe dato vita al nuovo teatro turco capace di rappresentare una società in cambiamento. Nel 1873, la rappresentazione del dramma nazionalista Vatan Yahut Silistre di Namik Kemal suscitò reazioni così forti da indurre ad un inasprimento della censura. L'opera fu bandita dai teatri e l'autore fu esiliato.
Gli interventi censori ebbero gravi conseguenze. Nel 1884, la rappresentazione di un dramma di Ahmet Mithat Efendi (1844-1912) Çerkes Özdenler (I Circassi) provocò la chiusura del Teatro Guédik Pacha, accusato di aver messo in scena un'opera di propaganda politica in favore dell'indipendenza dei Circassi.

### Il teatro turco del Novecento
Dopo la Costituzione del 1908 la vita teatrale riprese vigore.
Nel 1914, fu istituito ad Istanbul un conservatorio di teatro, il Darülbedayi-i Osmani. All'organizzazione del Darülbedayi aveva lavorato André Antoine, il fondatore del Théâtre Libre, che era rimasto ad Istanbul per alcuni mesi prima dello scoppio della prima guerra mondiale. Venne dato il via all'insegnamento drammatico, ed il primo spettacolo messo in scena il 20 gennaio 1916 fu un adattamento di La Maison d'argile di Émile Fabre..
Nel 1927 fu nominato direttore artistico del Darülbedayi Muhsin Ertuğrul (1892-1979), che riuscì a portare a teatro un vasto pubblico, mettendo in scena traduzioni di autori stranieri ed opere di autori turchi contemporanei, fra cui Nazım Hikmet. Questo successo incoraggiò la produzione drammatica, insieme allo sviluppo di una scuola di scenografi e di attori, costituirono la base dell'odierno teatro turco. Il Darülbedayi, che divenne parte del comune di Istanbul nel 1931, prese il nome di Teatro Municipale di Istanbul nel 1934. Il primo teatro per ragazzi fu istituito nel 1935, sempre su iniziativa di Ertuğrul.
Il Conservatorio di stato di Ankara fu fondato nel 1936, e nel 1937 fu chiamato a dirigerlo Carl Ebert, ex-direttore dell'Opera di Berlino, che aveva lasciato la Germania nazista. Sotto la direzione di Ebert, il Teatro degli allievi del conservatorio dal 1941 produsse importanti spettacoli, destando nel pubblico un rinnovato interesse per il teatro in lingua turca. Alla partenza di Ebert, nel 1947, la direzione fu assunta da Muhsin Ertuğrul. Sotto la sua direzione, nel 1947 aprì i battenti il "Piccolo Teatro", quindi nel 1948 Teatro Grande. Nel 1949 fu creato il Teatro di Stato. Nel 1951 Ertuğrul lasciò la direzione in seguito a dissensi col Ministro dell'Educazione, ma tornò a dirigere il Teatro di Stato dal 1954 al 1958, quando si dimise definitivamente.
Fino agli anni Settanta, il Dipartimento dei Teatri di Stato ha continuato le sue attività come Direzione Generale del Ministero della Cultura, aprendo uffici in varie città e cercando di raggiungere tutte le regioni con tournée degli spettacoli prodotti e con una serie di attività rivolte ai ragazzi.